# Rejon ust-kański
Region ust-kański (ros. Усть-Канский район, ałt. Кан-Оозы аймак) – jeden z 10 rejonów w Republice Ałtaju. Stolicą rejonu jest Ust-Kan.
100% populacji to ludność wiejska, ponieważ w rejonie nie ma żadnego miasta.